# Шиманська Олена Трохимівна
Шиманська Олена Трохимівна (до шлюбу Лапоногова; нар. 25 травня 1927, Лебедин, Сумська округа, УСРР, СРСР — 17 жовтня 2024) — кандидат фізико-математичних наук, професор, викладачка Національного університету «Києво-Могилянська академія».

## Життєпис
Народилася в Лебедині на Сумщині 25 травня 1927. Пережила Голодомор 1932–1933 рр., Другу світову війну 1941–1945 рр., повоєнний терор і голод 1946–1948 
Зі срібною медаллю закінчила школу. Вступила на фізичний факультет Київського державного університету імені Т. Г. Шевченка і одночасно вступила до Київської консерваторії (15 осіб на місце) на вечірнє відділення, клас співу .
У 1951 закінчила фізико-математичний факультет Київського державного університету. 1958-го закінчила аспірантуру; 1962 року — захистила кандидатську дисертацію «Дослідження критичного стану індивідуальних речовин і розчинів за допомогою метода Теплера».
У 1958 році закінчила аспірантуру, в 1962 — захистила кандидатську дисертацію «Дослідження критичного стану індивідуальних речовин і розчинів за допомогою метода Теплера» .

### Наукові досягнення
1957-го року розпочала випробування на створеній за її кресленнями установці на основі методу Теплера, під час серії експериментів довела гравітаційний ефект поблизу критичної точки у високомолекулярних рідинах. Після закінчення аспірантури в 1958-му році продовжила ставити експерименти й дослідила температурну залежність показника заломлення та густини індивідуальних розчинів (гексану, гептану, бензолу) та їхніх розчинів. Олена Шиманська була першою, хто одержала рівняння кривої співіснування бензолу від потрійної точки до критичної та кривої співіснування ряду речовин в околі критичної точки.
До 95-річного віку викладала в НаУКМА
Померла 17 жовтня 2024 .

## Вибрані праці
- Шиманская Е. Т. Исследование критического состояния индивидуальных веществ и растворов при помощи метода Теплера: Дис. … канд. физ.- мат. наук / Науч. руководитель А. З. Голик ; М-во высш. образования СССР, Киев. гос . ун-т им. Т. Г. Шевченка . — К., 1962.- 236 с. Автореферат кандидатской диссертации. — Днепропетровск, 1962. — 18 с.
- Київська наукова школа фазових перетворень та критичних явищ [Архівовано 23 березня 2022 у Wayback Machine.]  // Питання історії, науки і техніки. — 2011. — № 3. — С. 67-70.
- Рівняння стану широкого класу діелектричних рідин поблизу критичної точки на основі моделі Ван-дер-Ваальса [Архівовано 1 березня 2021 у Wayback Machine.]  / О. Д. Альохін, Б. Ж. Абдікарімов, О. Т. Шиманська … [та ін.] // Український фізичний журнал. — 2010. — Т. 55, № 8. — С. 898—901.
- Шиманська О. Т., Галапчук M. M. Скейлінг-рівняння параметра порядку цезію поблизу критичної точки рідина-пара  / О. Т. Шиманська, М. М. Галапчук // Наукові записки НаУКАМА. — 2000. — Т. 18: Фізико-математичні науки. — С. 57-62.
- Шиманський Юрій Іванович. Критичні показники та рівняння кривої розшарування іонного розчину поблизу критичної точки [Архівовано 22 березня 2022 у Wayback Machine.]  / Ю. І. Шиманський, О. Т. Шиманська, А. В. Олійникова // Наукові записки НаУКМА: Природничі науки. — 1998. — Т. 5. — С. 6-14.

## Родина
- Шиманський Юрій Іванович — чоловік, професор, академік Академії наук вищої школи, засновник кафедри фізико-математичних наук НаУКМА, очолював її у 1993-1996 роках [3]
- Рудько Галина Юріївна — донька, фізик, викладач кафедри фізико-математичних наук НаУКМА [3]